# Rhyacophila minora
Rhyacophila minora là một loài Trichoptera trong họ Rhyacophilidae. Chúng phân bố ở miền Tân bắc.